# سنترال آيسلب (نيويورك)
سنترال آيسلب (بالإنجليزية: Central Islip)‏ هي قرية غير مضمنة في ولاية نيويورك الأمريكية.
يبلغ عدد سكانها حسب تعداد سنة 2000: 31,950 نسمة. ويبلغ عددهم حسب تقدير 2007 حوالي:34,000 نسمة.

## التركيبة السكانية
حدّد مكتب تعداد الولايات المتحدة بيانات التركيبة السكانية لسنترال آيسلب في تعداد الولايات المتحدة. في ما يلي، التركيبة السكانية حسب تعدادي 2000 و2010.

### تعداد عام 2000
بلغ عدد سكان سنترال آيسلب 31,950 نسمة بحسب تعداد عام 2000، وبلغ عدد الأسر 8,792 أسرة وعدد العائلات 6,817 عائلة مقيمة في المنطقة السكنية. في حين سجلت الكثافة السكانية 1,736.4 نسمة لكل كيلومتر مربع (4,497.3/ميل2). وبلغ عدد الوحدات السكنية 9,189 وحدة بمتوسط كثافة قدره 499.4 لكل كيلومتر مربع (1,293.4/ميل2).
وتوزع التركيب العرقي للمنطقة السكنية بنسبة 47.79% من البيض و27.45% من الأمريكيين الأفارقة و0.52% من الأمريكيين الأصليين و3.10% من الأمريكيين ذوي الأصول الآسيوية و0.12% من سكان جزر المحيط الهادئ و16.01% من الأعراق الأخرى و5.01% من عرقين مختلطين أو أكثر و35.84% من الهسبانيون أو اللاتينيون من أي عرق.
بلغ عدد الأسر 8,792 أسرة كانت نسبة 49% منها لديها أطفال تحت سن الثامنة عشر تعيش معهم، وبلغت نسبة الأزواج القاطنين مع بعضهم البعض 53.5% من أصل المجموع الكلي للأسر، ونسبة 17.7% من الأسر كان لديها معيلات من الإناث دون وجود شريك، بينما كانت نسبة 6.4% من الأسر لديها معيلون من الذكور دون وجود شريكة وكانت نسبة 22.5% من غير العائلات. تألفت نسبة 16.8% من أصل جميع الأسر من عدة أفراد يعيشون في نفس المنزل ونسبة 6.5% كانت تتألف من شخص يعيش بمفرده يبلغ من العمر 65 عاماً أو أكثر. وبلغ متوسط حجم الأسرة المعيشية 3.56، أما متوسط حجم العائلات فبلغ 3.87.
بلغ العمر الوسطي للسكان 31.6 عاماً. وكانت نسبة 29.1% من القاطنين تحت سن الثامنة عشر، وكانت نسبة 9.5% بين الثامنة عشر والرابعة والعشرين عاماً، ونسبة 32.1% كانت واقعةً في الفئة العمرية ما بين الخامسة والعشرين والرابعة والأربعين عاماً، ونسبة 19.7% كانت ما بين الخامسة والأربعين والرابعة والستين، ونسبة 7.4% كانت ضمن فئة الخامسة والستين عاماً فما فوق. يوجد لكل 100 أنثى 96.9 ذكر، ويوجد لكل 100 أنثى في الثامنة عشر من عمرها فما فوق 92.4 ذكر.
بلغ متوسط دخل الأسرة في المنطقة السكنية 55,504 دولارًا، أما متوسط دخل العائلة فبلغ 57,252 دولارًا. وكان متوسط دخل الذكور 35,187 دولارًا مقابل 27,842 دولارًا للإناث. وسجل دخل الفرد الخاص بالمنطقة السكنية 17,910 دولارًا. وكانت نسبة 8.3% من العائلات ونسبة 11.4% من السكان تحت خط الفقر، وكان من هؤلاء نسبة 16.7% تحت سن الثامنة عشر ونسبة 8.7% في الخامسة والستين من العمر وما فوق.

### تعداد عام 2010
بلغ عدد سكان سنترال آيسلب 34,450 نسمة بحسب تعداد عام 2010، وبلغ عدد الأسر 9,365 أسرة وعدد العائلات 6,928 عائلة مقيمة في المنطقة السكنية. في حين سجلت الكثافة السكانية 1,872.3 نسمة لكل كيلومتر مربع (4,849.2/ميل2). وبلغ عدد الوحدات السكنية 9,961 وحدة بمتوسط كثافة قدره 541.4 لكل كيلومتر مربع (1,402.2/ميل2).
وتوزع التركيب العرقي للمنطقة السكنية بنسبة 43.65% من البيض و24.96% من الأمريكيين الأفارقة و0.88% من الأمريكيين الأصليين و3.36% من الأمريكيين ذوي الأصول الآسيوية و0.04% من سكان جزر المحيط الهادئ و21.25% من الأعراق الأخرى و5.85% من عرقين مختلطين أو أكثر و52.07% من الهسبانيون أو اللاتينيون من أي عرق.
بلغ عدد الأسر 9,365 أسرة كانت نسبة 45.2% منها لديها أطفال تحت سن الثامنة عشر تعيش معهم، وبلغت نسبة الأزواج القاطنين مع بعضهم البعض 45.2% من أصل المجموع الكلي للأسر، ونسبة 19.7% من الأسر كان لديها معيلات من الإناث دون وجود شريك، بينما كانت نسبة 9% من الأسر لديها معيلون من الذكور دون وجود شريكة وكانت نسبة 26% من غير العائلات. تألفت نسبة 19.6% من أصل جميع الأسر من عدة أفراد يعيشون في نفس المنزل ونسبة 7.2% كانت تتألف من شخص يعيش بمفرده يبلغ من العمر 65 عاماً أو أكثر. وبلغ متوسط حجم الأسرة المعيشية 3.66، أما متوسط حجم العائلات فبلغ 3.97.
بلغ العمر الوسطي للسكان 32.6 عاماً. وكانت نسبة 26.6% من القاطنين تحت سن الثامنة عشر، وكانت نسبة 10.7% بين الثامنة عشر والرابعة والعشرين عاماً، ونسبة 30.8% كانت واقعةً في الفئة العمرية ما بين الخامسة والعشرين والرابعة والأربعين عاماً، ونسبة 23.4% كانت ما بين الخامسة والأربعين والرابعة والستين، ونسبة 8.5% كانت ضمن فئة الخامسة والستين عاماً فما فوق. وتوزع التركيب الجنسي للسكان بنسبة 49.6% ذكور و50.4% إناث.